# Cub Necker

Cubul Necker pe stânga, cubul imposibil în dreapta.

Cubul Necker este o iluzie optică publicata pentru prima data ca romboid în 1832 de către elvețianul cristalograf Louis Albert Necker. Este un model simplu cadru din linii continue (sau model cadru din sârmă) al desenului unui cub, fără repere vizuale cu privire la orientarea sa, astfel încât se poate interpreta că partea frontală a cubului este fie pătratul de jos fie pătratul de sus.
Efectul este interesant deoarece fiecare parte a imaginii este ambiguă în sine, totuși sistemul vizual uman alege o interpretare a fiecărei părți care face ca întregul să fie consistent. Cubul Necker este folosit uneori pentru a testa modelele computerizate ale sistemului vizual uman pentru a vedea dacă acestea pot ajunge la interpretări consecvente ale imaginii, la fel ca și oamenii.
Cubul Necker este un desen liniar ambiguu.
Oamenii nu văd de obicei o interpretare inconsecventă a cubului. Un cub a cărui margini traversează într-o manieră incoerentă este un exemplu de obiect imposibil, în special un cub imposibil (comparați cu un triunghi Penrose).

## Legături externe
- History of the cube and a Java applet